# 蘇霍姆利諾韋
46°58′37″N 30°21′40″E / 46.97694°N 30.36111°E
蘇霍姆利諾韋（烏克蘭語：Сухомлинове）是位於烏克蘭西南部的村莊，由敖德萨州贝雷济夫卡区的伊萬尼夫卡市鎮負責管轄。該村始建於1964年，面積1.16平方公里，海拔高度35米，2001年人口253，人口密度每平方公里218.1人。